# Zadnia Kopa
Zadnia Kopa, nazywana też Niżnią Bystrą (błędnie Suchy Zadek, słow. Nižná Bystrá) – szczyt w południowo-zachodniej grani Bystrej w słowackiej części Tatr, ósmy co do wysokości (2163 m) szczyt Tatr Zachodnich. Znajduje się w tej grani między Małą Bystrą a Przednią Kopą. Jest to jedno z wybitniejszych wzniesień w grani Bystrej tworzące skalną piramidę. Jest zwornikiem dla bocznego, opadającego w południowo-zachodnim kierunku grzbietu Pośrednie. Zadnia Kopa wznosi się nad trzema dolinami: Gaborową, Raczkową i Bystrą. Jej wschodnie stoki opadają do wysoko położonej Doliny Bystrej, a dokładniej do jednego z jej górnych odgałęzień, kotliny zwanej Suchym Zadkiem. W kotlinie tej, tuż u podnóża Zadniej Kopy znajduje się nieduże jezioro Anusine Oczko. Do Anusinego Oczka Zadnia Kopa opada urwistą ścianą.
Nie jest znane pierwsze letnie wejście na szczyt. Pierwsze wejście zimowe miało miejsce w 1911. Przez Zadnią Kopę nie prowadzi żaden szlak turystyczny, istnieje jednak nieznakowane przejście, będące jedną z ciekawszych graniówek Tatr Zachodnich.

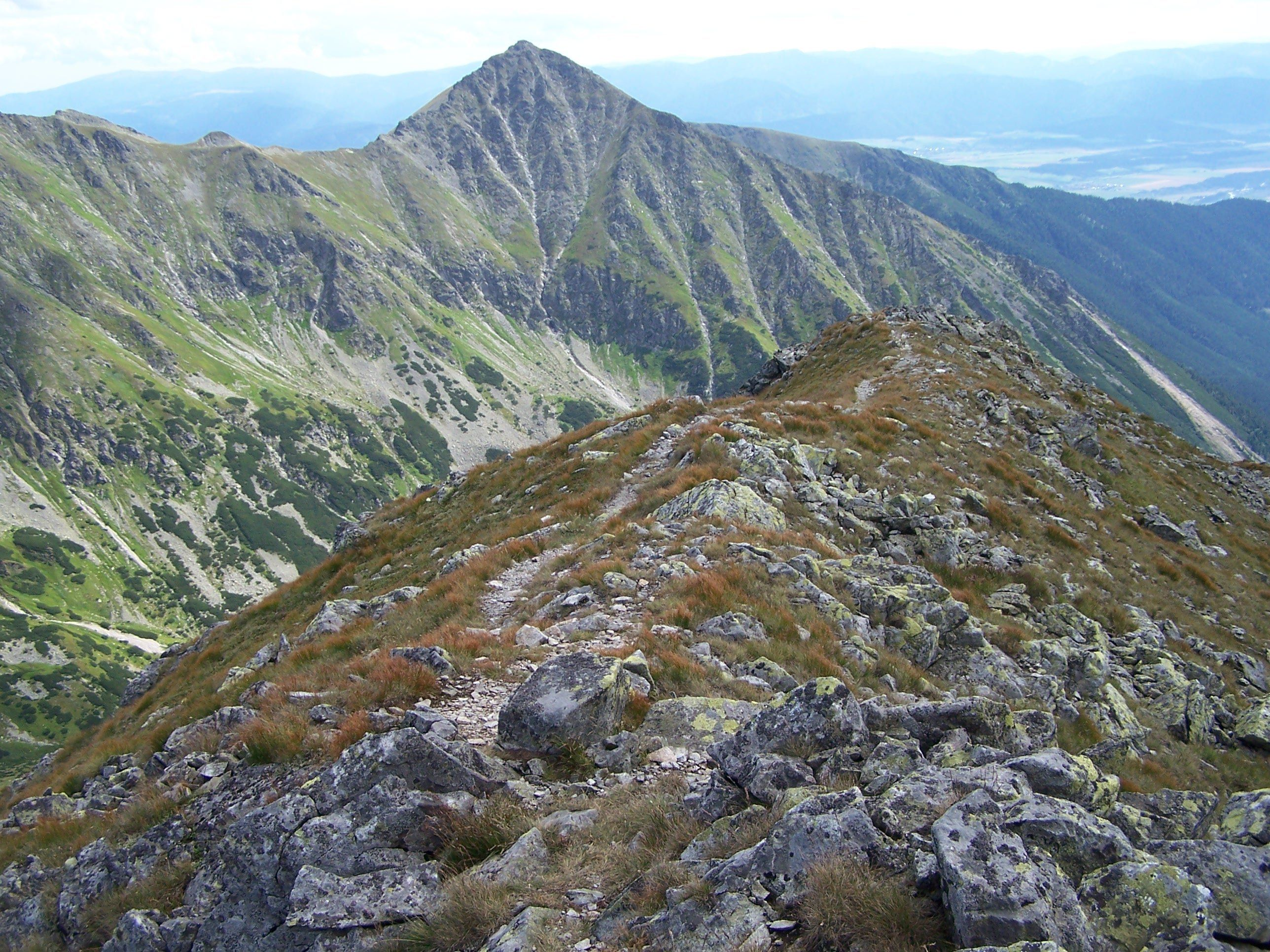
Widok ze Starorobociańskiego Wierchu
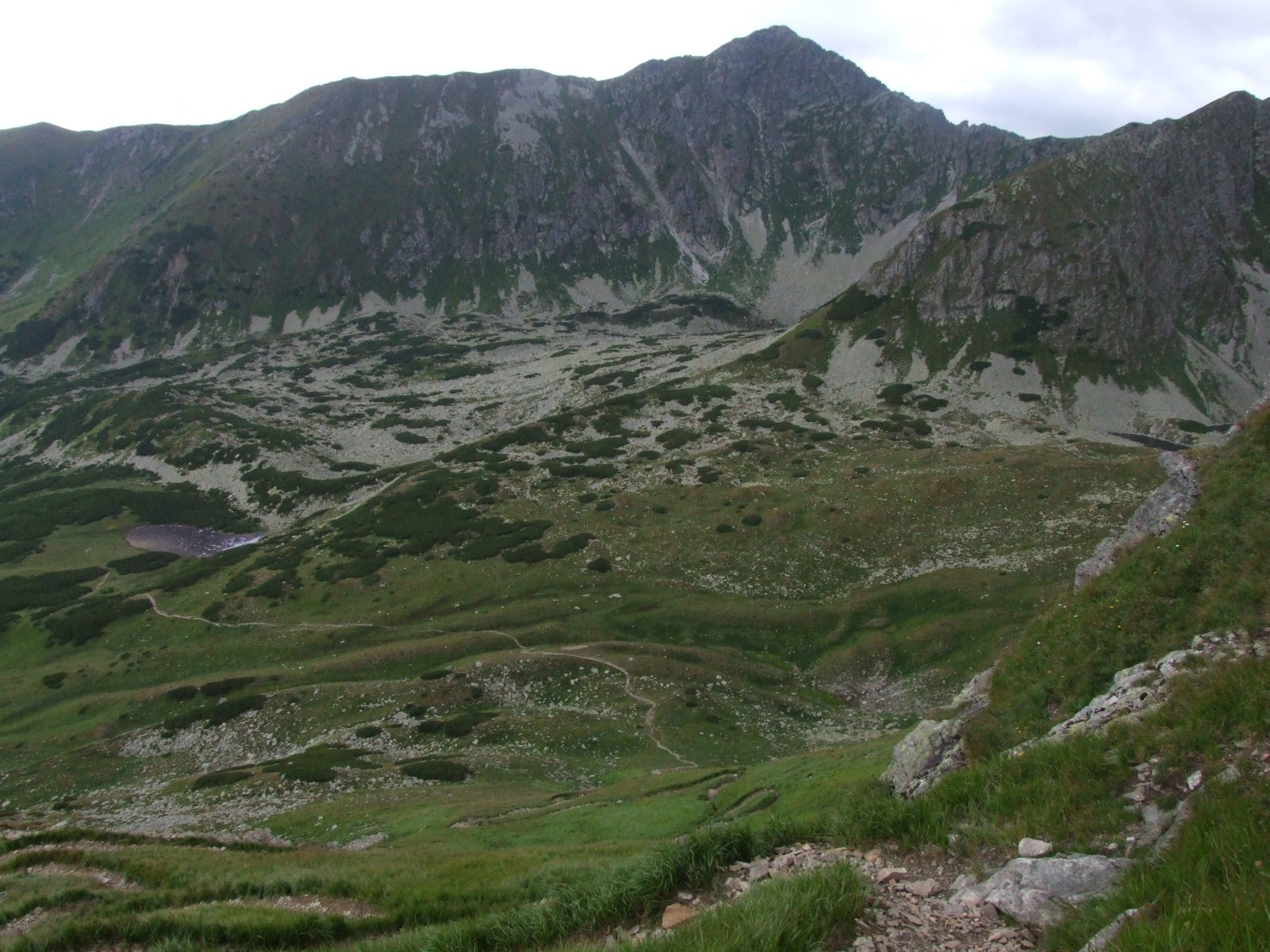
Widok z Doliny Bystrej